# Platja de Mexota
La platja de Mexota pertany al concejo de Tàpia de Casariego i està en la localitat de Santa Gadea. Forma part de la Costa Occidental d'Astúries i presenta protecció mediambiental per estar catalogada com ZEPA i LIC.

## Descripció
Les seves sorres són blanques i la seva perillositat mitjana. Té poca assistència de banyistes, encara que es troba dins d'un entorn urbà. La seva forma és rectilínia, té una longitud i aproximadament 240 metres i uns 60 metres d'ample. Els accessos són de tipus per als vianants però senzills, menors a 500 metres.
Per arribar cal tenir en compte que està prop de les localitats de Santa Gadea, Villamil i Serantes. Després 
de passar Villamil hi ha una pista que va cap al nord i arriba a un alt des d'on s'albira la platja de Serantes i el Sarrello. Cal travessar aquesta platja i caminant una mica més s'arriba a la platja de Mexota.
Per la part superior hi ha un sender que dona accés a una altra part d'aquesta platja que està dividida per un illot amb forma de serra i que té direcció nord-sud. Té equip de vigilància però és compartit amb la platja de Serantes i el Sarrello. Cap a l'oest es veuen les illes Pantorgas. Per fer surf té la Categoria 2. És una platja naturista o nudista.